# Сольска, Алисия

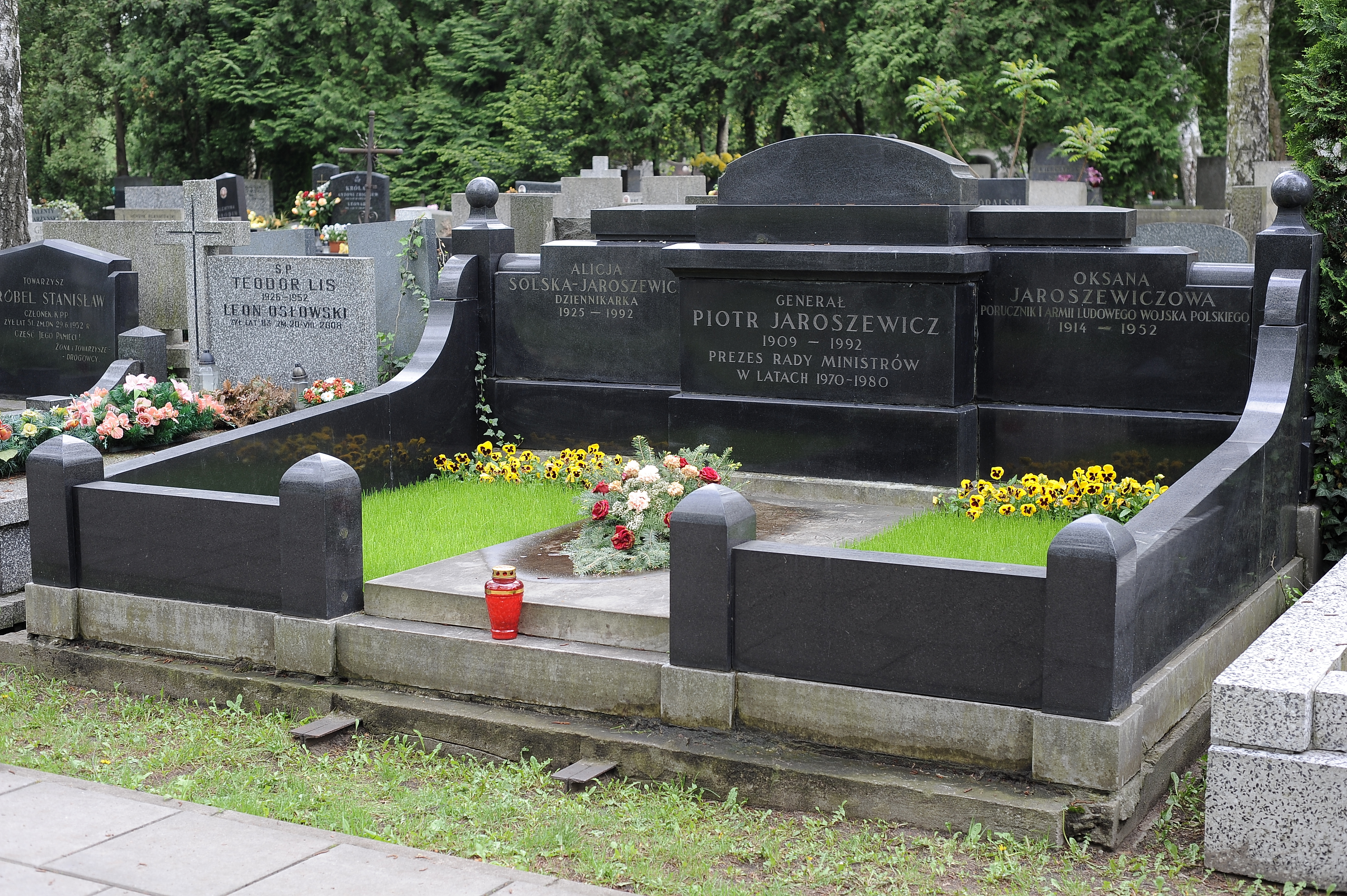
Могила Петра Ярошевича и Алисии Сольской-Ярошевич на варшавском кладбище Воинские Повонзки

Алисия Сольска-Ярошевич (6 октября 1925, Варшава — 1 сентября 1992, Варшава) — польская журналистка, участница Варшавского восстания 1944 года, подполковник Войска Польского.

## Биография
Сторонница левых идей. Участница Второй мировой войны. В звании поручика служила в рядах Армии Людовой. Псевдоним — Инка. Во время Варшавского восстания 1944 года служила в главном штабе Армии Людовой офицером связи, пробиралась по канализационным каналам в разные районы сражающейся Варшавы. В ночь с 13 на 14 сентября 1944 года переплыла Вислу с информацией о ситуации в восставшей Варшаве для командования Красной Армии и 1-й армии Войска Польского.
После окончания войны работала журналисткой в газете «Walka Młodych» и органе ЦК ПРП «Głos Ludu». С 1948 до 1979 года — журналистка газеты ЦК Польской объединённой рабочей партии «Trybuna Ludu». Специализировалась на экономических вопросах, особенно во внешней торговле.

## Семейная жизнь
Была дважды замужем. В первом браке с офицером военно-транспортной службы Павлом Сольским имела двоих детей. В 1950-х годах стала женой тогдашнего заместителя премьер-министра Петра Ярошевича (в 1970—1980 гг. — председатель Совета Министров ПНР) в браке с которым родился сын Ян.

## Последние годы. Нераскрытое убийство
1 сентября 1992 года 82-летний Пётр Ярошевич и его 66-летняя жена Алисия Сольска были убиты при загадочных обстоятельствах в своём доме близ Варшавы. Их трупы обнаружили только 3 сентября. Убийство совершалось с особой жестокостью, причём ограблением не сопровождалось. Ярошевич был избит и удавлен, его жена связана и застрелена, перед этим она, возможно, сумела ранить кого-то из нападавших, так как в доме была обнаружена кровь третьего человека. Существует предположение, что целью преступников являлись некие документы, связанные с периодом нацистской оккупации и Второй мировой войны, которыми якобы располагал Ярошевич.
В 1994—2000 состоялся процесс над четырьмя подозреваемыми (все они были известны нацистскими взглядами), однако подсудимые были оправданы. Преступники и мотив убийства остались неизвестны. Убийство четы Ярошевичей (наряду с делом Марека Папалы и Станислава Булак-Балаховича) принадлежит к загадкам современной Польши.
В 2009 году Генрик Сквазински написал книгу об убийстве четы политика — «Jak zabiłem Piotra Jaroszewicza».

## Награды
- Орден «Крест Грюнвальда» II степени
- Варшавский повстанческий крест
- Орден «Знамя Труда» 2-го
- Офицерский крест Ордена Возрождения Польши

Похоронена вместе с мужем на варшавском кладбище Воинские Повонзки.